# 下妻郡
- 令制国一覧 > 西海道 > 筑後国 > 下妻郡
- 日本 > 九州地方 > 福岡県 > 下妻郡

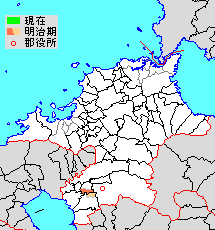
福岡県下妻郡の位置

下妻郡（しもつまぐん）は、福岡県（筑後国）にあった郡。

## 郡域
1878年（明治11年）に行政区画として発足した当時の郡域は、下記の区域にあたる。
- 筑後市の一部（新溝、鶴田、野町、上北島、下北島、島田、井田以南）
- みやま市の一部（瀬高町廣瀬・瀬高町小田・瀬高町長田・瀬高町坂田・瀬高町本郷・瀬高町文廣）

## 歴史

### 近世以降の沿革
- 「旧高旧領取調帳」に記載されている明治初年時点での支配は以下の通り。（36村）

| 知行 | 知行         | 村数 | 村名 |
| ---- | ------------ | ---- | --- |
| 藩領 | 筑後久留米藩 | 26村 | 溝口村、鶴田村、尾島村、新溝村、久恵村、北長田村、犬馬場村、折地村、中折地村、中牟田村、馬間田村、富安村、下妻村、今寺村、久郎原村、志村、常用村、野町村、水田村、上北島村、下北島村、古島村、井上村、中島村、北牟田村、下牟田村 |
| 藩領 | 筑後柳河藩   | 10村 | 禅院村、山中村、小田村、南長田村、下長田村、上坂田村、下坂田村、本郷村、芳司村、吉岡村 |

- 明治4年
  - 7月14日（1871年8月29日） - 廃藩置県により、久留米県、柳河県の管轄となる。
  - 11月14日（1871年12月25日） - 第1次府県統合により、全域が三潴県の管轄となる。
- 明治9年（1876年） - 三潴県により以下の町村の統合が行われる。（28村）
  - 津島村 ← 今寺村、久郎原村
  - 井田村 ← 井上村、下牟田村
  - 島田村 ← 中島村、北牟田村
  - 広瀬村 ← 禅院村、山中村
  - 長田村 ← 南長田村、下長田村
  - 坂田村 ← 上坂田村、下坂田村
  - 文広村 ← 芳司村、吉岡村
  - 犬馬場村が上妻郡川合村と合併して同郡川犬村となる。
  - 8月21日 - 第2次府県統合により福岡県の管轄となる。
- 明治11年（1878年）11月1日 - 郡区町村編制法の福岡県での施行により、行政区画としての下妻郡が発足。「上妻下妻郡役所」が上妻郡福島町に設置され、同郡とともに管轄。
- 明治12年（1879年） - 広瀬村・小田村・長田村・坂田村・本郷村・文広村の所属郡が山門郡に変更。（22村）

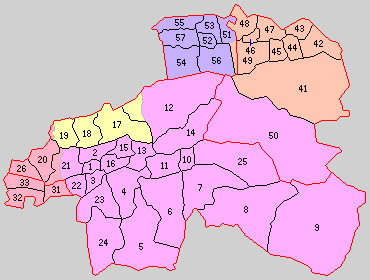
31.古川村 32.下妻村 33.水田村（赤：筑後市 1 - 24は上妻郡 41 - 50は生葉郡 51 - 57は竹野郡）

- 明治22年（1889年）4月1日 - 町村制の施行により、以下の各村が発足。全域が現・筑後市。（3村）
  - 古川村 ← 溝口村、北長田村、久恵村、鶴田村、新溝村
  - 下妻村 ← 尾島村、志村、常用村、津島村、下妻村、富安村、馬間田村、中牟田村、中折地村
  - 水田村 ← 野町村、水田村、上北島村、下北島村、折地村、古島村、井田村、島田村
- 明治29年（1896年）4月1日 - 郡制の施行のため、「上妻下妻郡役所」の管轄区域および生葉郡の一部（星野村）の区域をもって八女郡が発足。同日下妻郡廃止。

## 行政
上妻・下妻郡長
| 代 | 氏名 | 就任年月日                | 退任年月日                | 備考                                             |
| -- | ---- | ------------------------- | ------------------------- | ------------------------------------------------ |
| 1  |      | 明治11年（1878年）11月1日 |                           |                                                  |
|    |      |                           | 明治29年（1896年）3月31日 | 上妻郡および生葉郡の一部との合併により下妻郡廃止 |